# Lion Blessé
El Lion Blessé es un equipo de fútbol de Camerún que juega en la Segunda División de Camerún, la segunda liga de fútbol más importante del país.

## Historia
Fue fundado en la ciudad de Foutouni como un club amateur, estatus que han tenido la mayor parte de su historia hasta que a inicios del siglo XXI lograron el ascenso a la Segunda División de Camerún.
Fue hasta 2014 que consiguieron su mayor logro luego de quedar en tercer lugar en la segunda categoría y así ascender por primera vez en su historia a la Primera División de Camerún, y de paso, ser el primer club de la ciudad de Foutouni en jugar en primera división.